# 佩吉特冰川
54°24′S 36°28′W / 54.400°S 36.467°W
佩吉特冰川（德語：Paget-Gletscher），是南極洲的冰川，位於南喬治亞島，長6公里、寬1.6公里，流經帕吉特山北坡，最終注入努登舍爾德冰川，由德國探險隊測量，現時由英國海外領土管轄。

## 外部連結
本条目引用的公有领域材料来自美国地质调查局的文档 《佩吉特冰川》 （資料來自地名信息系统）。